# TeamTO
TeamTO est un producteur et un studio d'animation indépendant, qui produit des projets internationaux pour la télévision et pour le cinéma. L’intégralité des projets est fabriquée en France.

## Historique
TeamTO est une société de production d'animation française fondée en 2005.
En 2008, TeamTO crée un studio d'animation à Bourg-lès-Valence (Drôme), dont les effectifs varient entre 150 et 250 infographistes en fonction des productions.
Depuis 2011, TeamTO dispose d’une antenne à Los Angeles pour se rapprocher des artistes et des studios américains, mais aussi pour favoriser de nouvelles opportunités de développement et de financement de projets. Lenora Hume en est la représentante.
En mars 2016, TeamTO ouvre une antenne à Pékin pour développer des partenariats entre le studio TeamTO en France et les sociétés de production chinoises – ayant pour ambition la coproduction franco-chinoise de contenus de qualité pour un public international.

## Les productions et coproductions

### Séries d'animation
- 2007 : Zoé Kézako, saison 2
- 2008 : Tarmac Micmac
- 2010 : Babar : Les Aventures de Badou, saison 1
- 2010 : Angelo la Débrouille, saison 1
- 2010 : Oscar & Co
- 2011 : Plankton Invasion
- 2012 : Babar : Les Aventures de Badou, saison 2
- 2012 : Angelo la Débrouille, saison 2
- 2013 : Babar : Les Aventures de Badou, saison 3
- 2014 : Angelo la Débrouille, saison 3
- 2016 : Mon chevalier et moi
- 2017 : Angelo la Débrouille, saison 4
- 2018 : Mike, une vie de chien
- 2021 : Presto ! le Manoir Magique
- 2022 : Angelo la Débrouille, saison 5
- 2022 : Les enquêtes sauvages
- 2023 : L'armure de Jade
- 2024 : Hyper Parc Aquatique

### Courts-métrages
- 2008 : Le Dilemme du beurre
- 2014 : En sortant de l'école : Les belles familles et Tant de forêts
- 2015 : Welcome to My Life (Producteur délégué : Cartoon Network)
- 2016 : La nouvelle Préhistoire (Producteur délégué : 3D from Mars)

### Prestations
- 2007 : Adibou : Aventure dans le corps humain
- 2011 : La Minute du Chat (Producteur délégué : Salut ça va ?)
- 2012 : Les Lapins crétins Saison 1 (Producteur délégué : Ubisoft)
- 2013 : Calimero (Producteur délégué : Gaumont Animation)
- 2014 : Les Lapins crétins Saison 2 (Producteur délégué : Ubisoft)
- 2014 : Les Pyjamasques Saison 1 (Producteur délégué : Frog Box)
- 2015 : Princesse Sofia, saison 3 (Producteur délégué : Walt Disney Television Animation)
- 2016 : Les Lapins crétins Saison 3 (Producteur délégué : Ubisoft)
- 2016 : Skylanders Academy Saison 1 (Producteur délégué : Activsion Blizzard Studios)
- 2016 : Elena of Avalor (Producteur délégué : Walt Disney Television Animation)
- 2017 : Les Pyjamasques Saison 2 (Producteur délégué : Frog Box)
- 2017 : Skylanders Academy Saisons 2 et 3 (Producteur délégué : Activsion Blizzard Studios)
- 2017 : South Park : L'Annale du Destin (Animation d'une partie des cycles d'anim)
- 2018 : Les Lapins crétins Saison 4 (Quelques épisodes seulement - Producteur délégué : Ubisoft)
- 2018 : Non-Non, la série (Animation d'une partie des épisodes uniquement)
- 2019 : Ricky Zoom Saison 1
- 2019 : Les Pyjamasques Saison 3 (Producteur délégué : Frog Box)
- 2020 : Les Pyjamasques Saison 4 (Producteur délégué : Frog Box)
- 2020 : Ricky Zoom Saison 2
- 2021 : Les Pyjamasques Saison 5 (Producteur délégué : Frog Box)

### Longs-métrages
- 2015 : Gus, petit oiseau, grand voyage

### Projets en développement
- Herohic (série télévisée 52 × 13 min)
- Rakoo's Adventure (série télévisée 78 × 7 min)
- Les Artificiels (long-métrage)

### TeamTO Games
- 2015 : Gus, à vol d'oiseau (Supports : Google Play et iOS)
- 2015 : Plankton Invasion, Opération conquête de la planète (Supports : Web et Google Play)
- 2015 : Angelo la Débrouille : Une journée bien remplie (Support : Google Play)
- 2015 : Hareport : Crazy Flights (Supports : Google Play et iOS)
- 2016 : Angelo Skate Away (Supports : Google Play et iOS)
- 2016 : Oscar's Oasis Flying Chicken (Supports :Google Play and iOS)
- 2017 : Angelo SuperRun (Supports :Google Play and iOS)
- 2017 : Mon Chevalier et Moi :Epic Invasion (Supports :Google Play and iOS)
- 2018 : Angelo Funny Faces (Supports :Google Play and iOS)
- 2018 : Mon Chevalier et Moi : Panique au Royaume d'Epique ! (Supports :PC, S4, Xbox One, Nintendo Switch)